# Transports dans le Territoire de Belfort
Les transports dans le département français du Territoire de Belfort sont organisés autour de la porte de Bourgogne (dite aussi trouée de Belfort), axe de circulation naturel des hommes et des marchandises. Deux axes se croisent à Belfort : l'un, d'orientation sud-ouest - nord-est, relie les vallées du Rhône et du Rhin (qui ont donné leur nom au canal du Rhône au Rhin et à la LGV Rhin-Rhône), tandis que l'autre, d’orientation nord-ouest - sud-est, joint l'Île-de-France à la Suisse alémanique.

## Transport routier

### Infrastructures routières
Les deux principaux axes routiers du territoire de Belfort sont :
- l'autoroute A36, qui relie la Bourgogne et la vallée du Rhône à l'Alsace et à l'Allemagne (axe Rhin-Rhône),
- la route nationale 19, progressivement aménagée à 2x2 voies, qui prolonge l'autoroute A5 après Langres en direction de la Suisse.

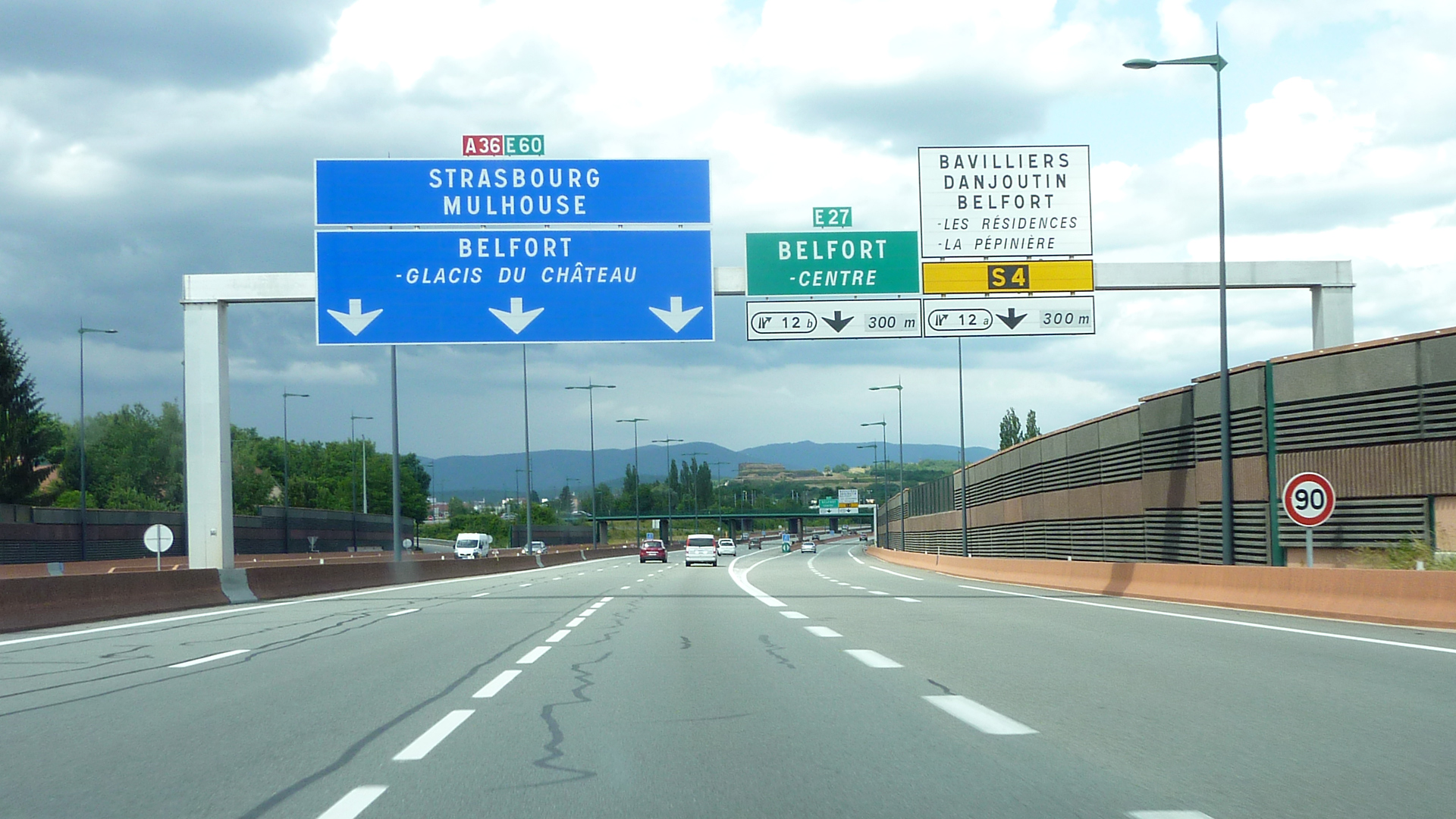
Sortie 12 vers Belfort de l'autoroute A36.

### Covoiturage et autopartage
Un service d'autopartage est disponible dans l’agglomération de Belfort depuis 2014.

## Transport ferroviaire

### Historique

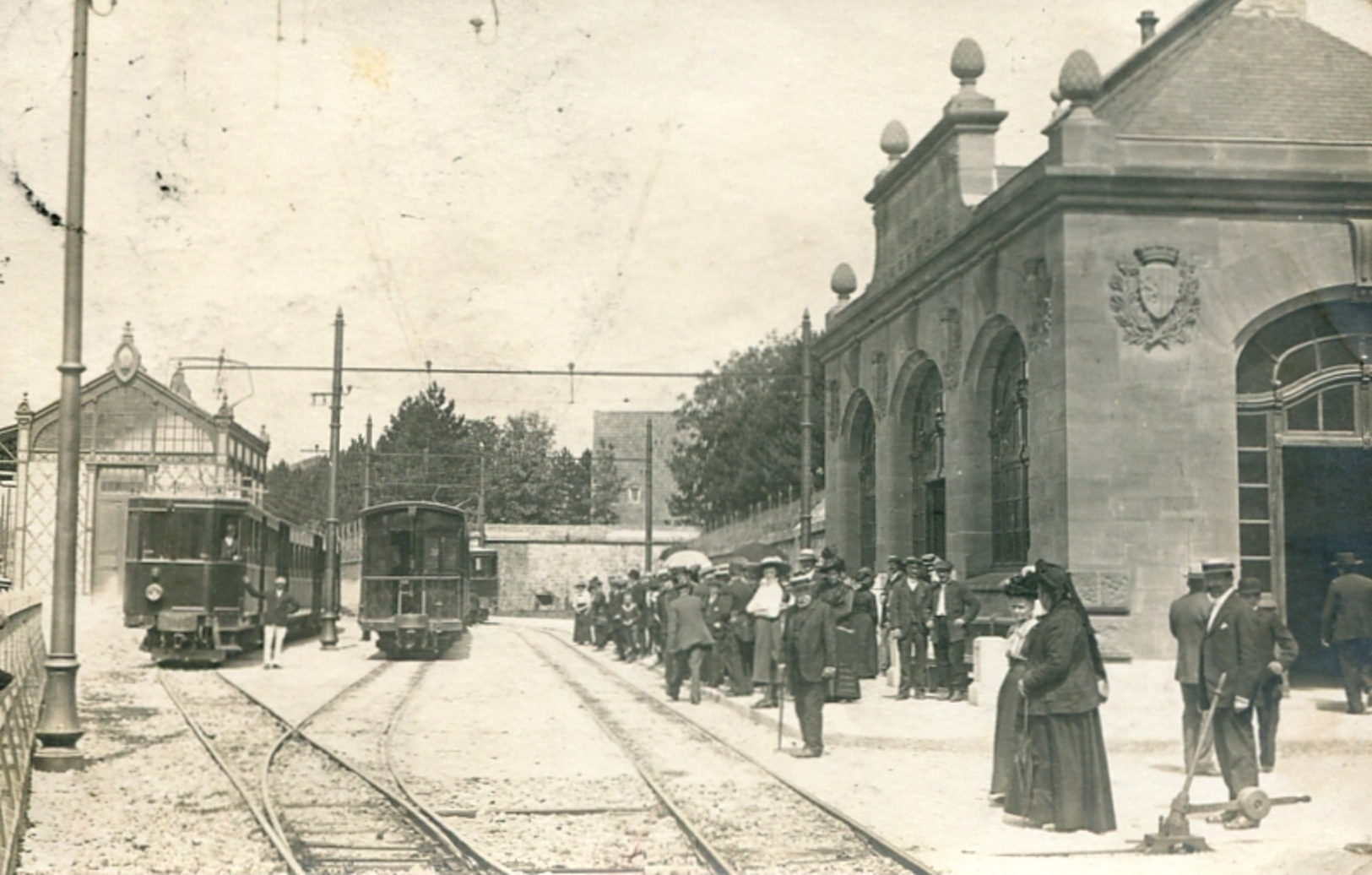
La gare du chemin de fer d'intérêt local, à Belfort, au début du XXe siècle.

Le chemin de fer est apparu en 1858 dans l'actuel Territoire de Belfort, avec l'ouverture à quelques mois d'intervalle des lignes reliant Belfort à Paris par Vesoul, à Mulhouse et à Montbéliard et Besançon. Belfort est à la frontière des réseaux de la Compagnie des chemins de fer de l'Est et de la Compagnie des chemins de fer de Paris à Lyon et à la Méditerranée. Delle puis Giromagny sont atteintes par le chemin de fer en 1868 et 1883.
En 1871, le Territoire de Belfort est détaché du Haut-Rhin annexé par l'Allemagne. Une gare frontière est alors construite à Montreux-Vieux. 
Le Territoire de Belfort a également été desservi à partir de 1913 par un dense réseau de chemins de fer d’intérêt local, exploité par la Compagnie des Chemins de fer d'intérêt local du Territoire de Belfort. Ce réseau à écartement métrique, qui desservait notamment Étueffont, Rougemont-le-Château, Réchésy et Châtenois-les-Forges, a disparu dès les années 1930 et 1940.
L'axe Besançon - Belfort - Mulhouse est électrifié en 1970.
L'ouverture de la LGV Rhin-Rhône en 2011 met la gare nouvelle de Belfort - Montbéliard TGV à 2 h 16 de Paris et 2 h 23 de Lyon, tout en vidant la gare de Belfort de son trafic Grandes Lignes.
|                                             |
| Le réseau ferroviaire à son apogée en 1930. |

|                                     |
| Le réseau ferroviaire de nos jours. |

|                                                    |
| Carte animée de l’évolution du réseau ferroviaire. |

### Situation actuelle

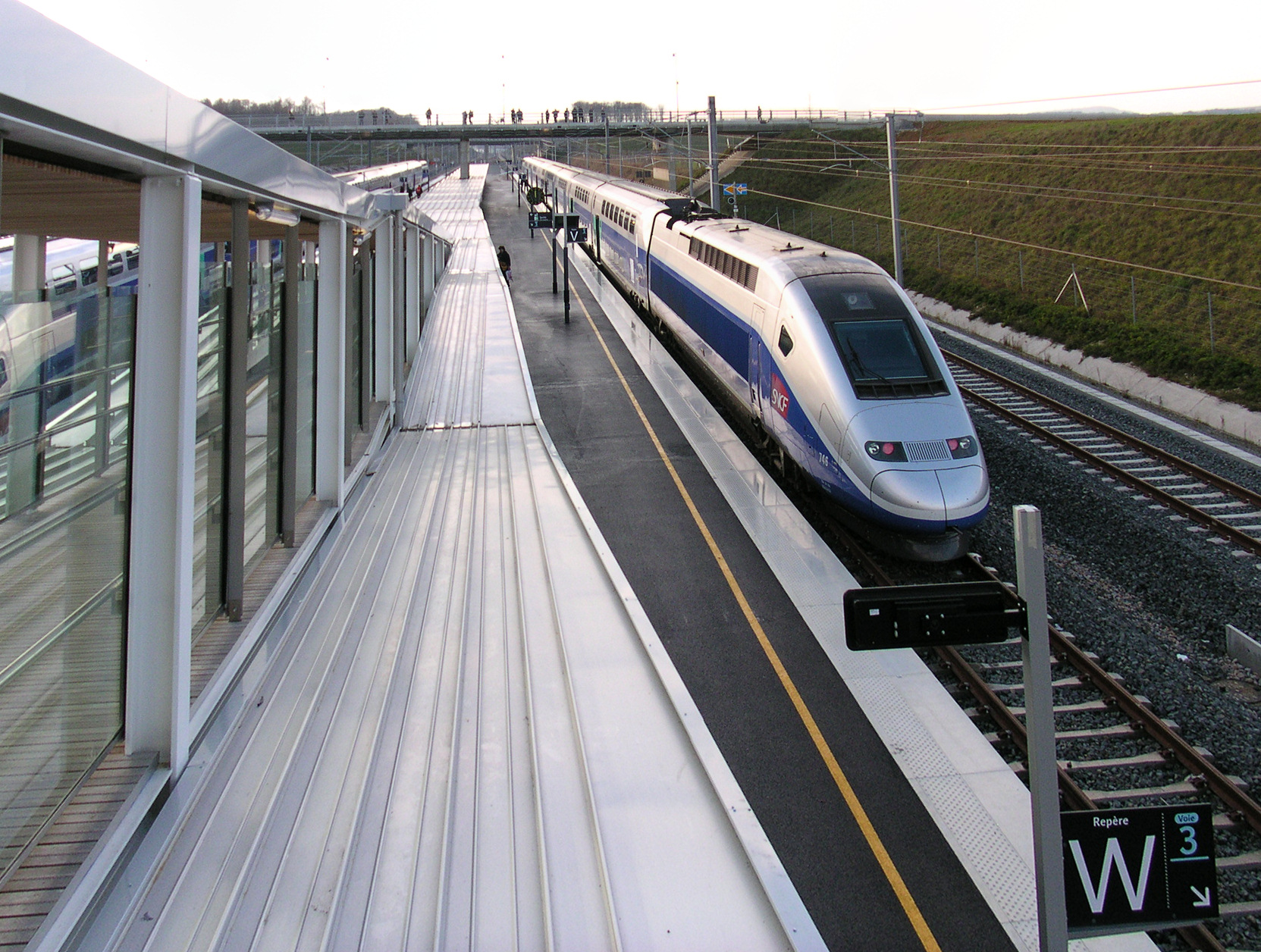
Une rame TGV Duplex Dasye en gare de Belfort - Montbéliard TGV.

Les principales gares de voyageurs sont celles de Belfort (Ville) et Belfort - Montbéliard TGV, avec une fréquentation respective de 1 125 000 et 740 000 voyageurs en 2019.
Les principales lignes ferroviaires du département sont la LGV Rhin-Rhône, qui accueille les TGV inOui et TGV Lyria reliant Paris à la Suisse alémanique et la vallée du Rhône à l'Alsace, la ligne de Paris-Est à Mulhouse-Ville, et la ligne de Dole-Ville à Belfort. La ligne de Belfort à Delle, qui connecte la France à la Suisse, a été rouverte en 2018. Outre les trains à grande vitesse, ces lignes sont principalement parcourues par les trains TER Bourgogne-Franche-Comté (Mobigo) et TER Grand Est (TER Fluo).

## Transport fluvial
Le canal du Rhône au Rhin relie les deux fleuves, et ainsi, la Méditerranée à la Mer du Nord ; il comporte un embranchement vers Belfort, qui devait être la première partie d'un canal de la Haute-Saône resté inachevé. Au gabarit Freycinet (classe I), ces canaux sont aujourd'hui principalement dédiés à la navigation de plaisance.

## Transport aérien
L'aérodrome de Belfort Chaux est utilisé pour la pratique d'activités de loisirs et de tourisme.
Le Territoire de Belfort ne possède aucun aéroport : le plus proche est l'aéroport international de Bâle-Mulhouse-Fribourg, à une soixantaine de kilomètres de Belfort.

## Transports en commun urbains et périurbains
Cas unique en France hors Île-de-France, le Territoire de Belfort est couvert par une unique autorité organisatrice de la mobilité dont le ressort territorial englobe la totalité du département. Le Syndicat mixte des transports en commun du Territoire de Belfort organise un réseau nommé Optymo, composé d'une vingtaine de lignes urbaines (autobus) et suburbaines (autocars).
Le tramway de Belfort desservait la ville de 1898 à 1952. Le court tramway de Beaucourt reliait Beaucourt à sa gare de 1904 à 1940.

## Modes actifs

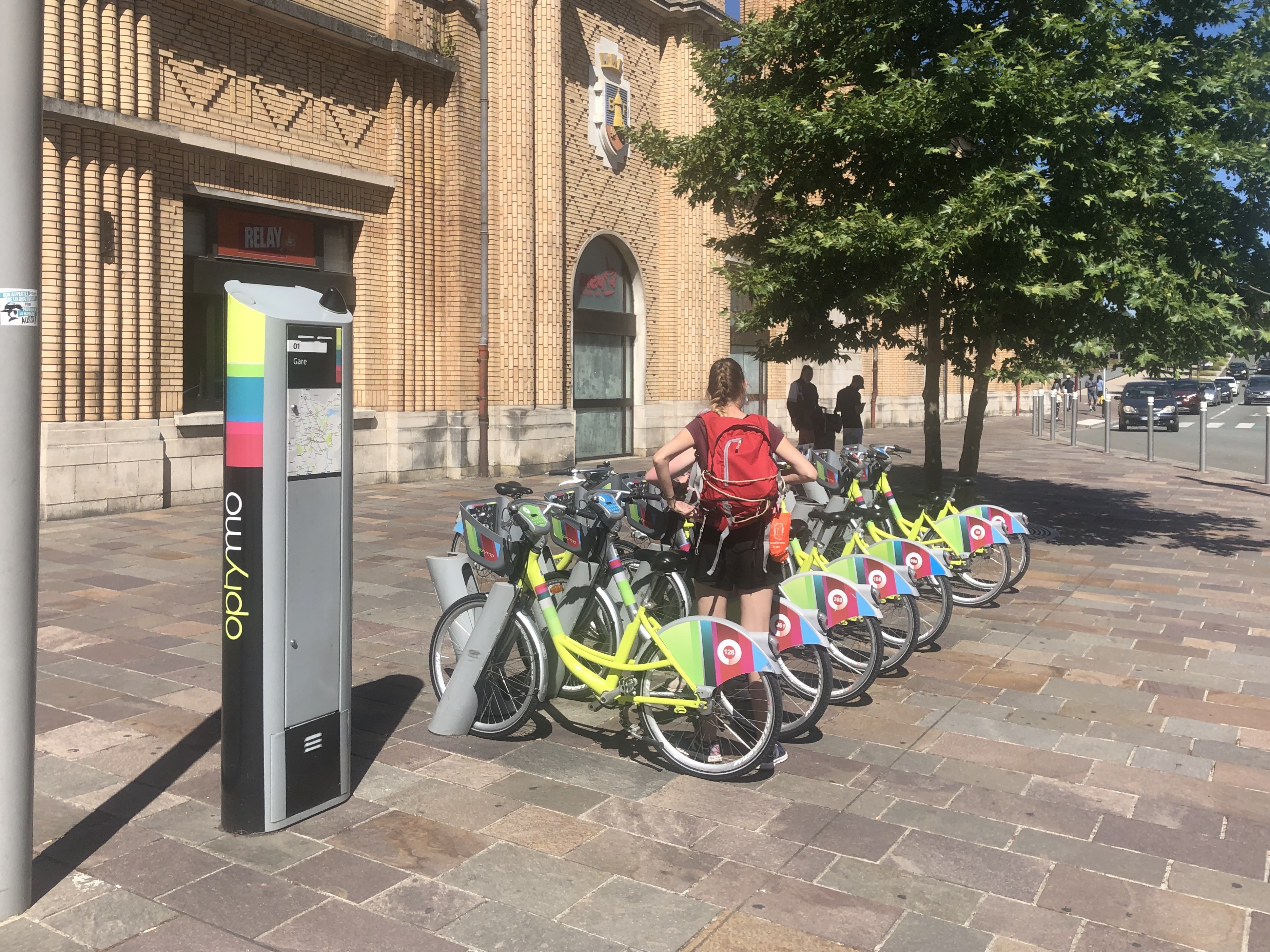
La station de vélos en libre-service Optymo de la gare de Belfort.

Le département est traversé par plusieurs voies vertes, véloroutes et sentiers de grande randonnée.
Un service de vélos en libre-service est assuré dans l'agglomération de Belfort depuis 2013.